# 第34回日本アカデミー賞
第34回日本アカデミー賞は、2011年2月18日に発表・授賞式が行われた。司会は関根勤と松たか子。

## 概要
対象となるのは2009年12月5日から2010年11月27日までに1週間以上商業公開が行われた映画。
授賞式の開催場所はグランドプリンスホテル新高輪、
授賞式の模様はテレビが日本テレビ系列、AMラジオがNRN系列（ニッポン放送制作）でそれぞれ同日夜に放送された。
候補は2010年12月17日に発表された。

## 最優秀作品賞
- 告白

### 優秀作品賞
- 悪人
- おとうと
- 孤高のメス
- 十三人の刺客

## 最優秀アニメーション作品賞
- 借りぐらしのアリエッティ

### 優秀アニメーション作品賞
- カラフル
- 映画ドラえもん のび太の人魚大海戦
- 名探偵コナン 天空の難破船
- ONE PIECE FILM STRONG WORLD

## 最優秀監督賞
- 中島哲也（告白）

### 優秀監督賞
- 成島出（孤高のメス）
- 三池崇史（十三人の刺客）
- 山田洋次（おとうと）
- 李相日（悪人）

## 最優秀脚本賞
- 中島哲也（告白）

### 優秀脚本賞
- 加藤正人（孤高のメス）
- 天願大介（十三人の刺客）
- 山田洋次/平松恵美子（おとうと）
- 吉田修一/李相日（悪人）

## 最優秀主演男優賞
- 妻夫木聡（悪人）

### 優秀主演男優賞
- 笑福亭鶴瓶（おとうと）
- 堤真一（孤高のメス）
- 豊川悦司（必死剣 鳥刺し）
- 役所広司（十三人の刺客）

## 最優秀主演女優賞
- 深津絵里（悪人）

### 優秀主演女優賞
- 寺島しのぶ（キャタピラー）
- 松たか子（告白）
- 薬師丸ひろ子（今度は愛妻家）
- 吉永小百合（おとうと）

## 最優秀助演男優賞
- 柄本明（悪人）

### 優秀助演男優賞
- 石橋蓮司（今度は愛妻家）
- 岡田将生（悪人）
- 岡田将生（告白）
- 吉川晃司（必死剣 鳥刺し）

## 最優秀助演女優賞
- 樹木希林（悪人）

### 優秀助演女優賞
- 蒼井優（おとうと）
- 木村佳乃（告白）
- 夏川結衣（孤高のメス）
- 満島ひかり（悪人）

## 話題賞

### 俳優部門
- 岡村隆史（てぃだかんかん〜海とサンゴと小さな奇跡〜）

### 作品部門
- SP 野望篇

## 新人俳優賞
- 芦田愛菜（ゴースト もういちど抱きしめたい）
- 大野百花（きな子〜見習い警察犬の物語〜）
- 仲里依紗（ゼブラーマン -ゼブラシティの逆襲-、時をかける少女）
- 永山絢斗（ソフトボーイ）
- 三浦翔平（THE LAST MESSAGE 海猿）
- 三浦貴大（RAILWAYS 49歳で電車の運転士になった男の物語）

## 最優秀音楽賞
- 久石譲（悪人）

### 優秀音楽賞
- 遠藤浩二（十三人の刺客）
- GRAND FUNK ink.（BECK）
- 冨田勲（おとうと）
- めいなCo.（今度は愛妻家）

## 最優秀撮影賞
- 北信康（十三人の刺客）

### 優秀撮影賞
- 阿藤正一/尾澤篤史（告白）
- 石井浩一（必死剣 鳥刺し）
- 笠松則通（悪人）
- 近森眞史（おとうと）

## 最優秀照明賞
- 渡部嘉（十三人の刺客）

### 優秀照明賞
- 高倉進（告白）
- 椎原敦貴（必死剣 鳥刺し）
- 岩下和裕（悪人）
- 渡邊孝一（おとうと）

## 最優秀美術賞
- 林田裕至（十三人の刺客）

### 優秀美術賞
- 桑島十和子（告白）
- 種田陽平/杉本亮（悪人）
- 花谷秀文（大奥）
- 松宮敏之（桜田門外ノ変）

## 最優秀録音賞
- 中村淳（十三人の刺客）

### 優秀録音賞
- 岸田和美（おとうと）
- 白取貢（悪人）
- 田中靖志（必死剣 鳥刺し）
- 矢野正人（告白）

## 最優秀編集賞
- 小池義幸（告白）

### 優秀編集賞
- 石井巌（おとうと）
- 今井剛（悪人）
- 洲崎千恵子（必死剣 鳥刺し）
- 山下健治（十三人の刺客）

## 最優秀外国映画賞
- アバター

### 優秀外国作品賞
- インセプション
- インビクタス/負けざる者たち
- トイ・ストーリー3
- ハート・ロッカー

## 会長特別賞
- 井上梅次（監督）
- 北林谷栄（女優）
- 木村威夫（美術監督）
- 小林桂樹（俳優）
- 西河克己（監督）

## 岡田茂賞
- 映像京都

## 協会特別賞
- 上野隆三（殺陣）
- 久世浩（殺陣）
- 松本良二（装飾）
- 矢島信男（特殊技術）
- 野上照代（記録・黒澤組プロダクションマネージャー）